# Österreichische Badminton-Bundesliga 2014/15
Die Österreichische Badminton-Bundesliga der Saison 2014/2015 bestand aus einer Vorrunde im Modus Jeder-gegen-jeden und anschließenden Halbfinal- und Finalspielen. Meister wurde AS Logistik Mödling.

## Vorrunde
| Platz | Team                    | Spiele | G | U | V  | Punkte | Spielpunkte | Sätze  | Bälle     |
| ----- | ----------------------- | ------ | - | - | -- | ------ | ----------- | ------ | --------- |
| 1     | AS Logistik Mödling     | 10     | 7 | 3 | 0  | 17     | 56-24       | 120-71 | 3677-3319 |
| 2     | WBH Wien                | 10     | 6 | 3 | 1  | 15     | 50-30       | 110-71 | 3450-3225 |
| 3     | Raiffeisen UBSC Wolfurt | 10     | 5 | 4 | 1  | 14     | 48-32       | 108-81 | 3569-3290 |
| 4     | ASKÖ Kelag Kärnten      | 10     | 3 | 3 | 4  | 9      | 34-46       | 84-102 | 3342-3457 |
| 5     | BSC 70 Linz             | 10     | 2 | 1 | 7  | 5      | 28-52       | 72-115 | 3204-3555 |
| 6     | ASV Pressbaum           | 10     | 0 | 0 | 10 | 0      | 24-56       | 65-119 | 3219-3615 |

## Halbfinale
- AS Logistik Mödling – ASKÖ Kelag Kärnten: 5:3, 3:5, 5:2
- WBH Wien – Raiffeisen UBSC Wolfurt: 2:5, 5:3, 4:3

## Finale
- AS Logistik Mödling – WBH Wien: 4:4, 6:1, 4:4